# سالکویه
سالکویه یکی از روستاهای استان گیلان از توابع دهستان دریاسر بخش کومله شهرستان لنگرود است. سالکویه دارای سه بخش اصلی سالکویه، بالاسالکویه و پایین سالکویه است. این روستا با توجه به امکانات خوبی که در سال های اخیر به آن اضافه شده است، بی شک یکی از روستاهایی است که آسایش در آن حاکم است. جاده آسفالته حدود 7 کیلومتر است که از یک طرف به شهرستان لنگرود و از طرف دیگر به جاده کومله منتهی می شود. به لنگرود متصل است. از جاذبه های گردشگری آن می توان به تالاب، جنگل و به دلیل کوهپایه های این منطقه مناظر کوه های سر سبز در این منطقه اشاره کرد.

## راه های ارتباطی
روستای سالكویه یكی از روستاهای سنتی و قدیمی لنگرود است که راه های ارتباطی فرعی بسیاری دارد. جاده اصلی سالکویه، یک جاده آسفالت به طول 7 کیلومتر است. این جاده لنگرود را به کومله متصل می کند و از وسط روستا عبور می کند. جاده کمربندی لنگرود نیز از کنار این روستا عبور می کند و تا شلمان ادامه دارد.

## ویژگی های سالکویه
روستای سالکویه یکی از روستاهای سنتی و قدیمی کشور محسوب می شود که قدمتی طولانی دارد و در بین دیدنی های لنگرود قابل مشاهده است. از جاذبه های گردشگری آن می توان به تالاب، جنگل و به دلیل کوهپایه ای بودن این منطقه مناظر کوه های سر سبز اشاره کرد.

## کشاورزی
شغل اصلی اهالی سالکویه کشاورزی و کشت برنج است. زمین های کشاورزی در محدوده سالکویه به صورت سنتی کشت می شوند. 

## باغداری
شغل دوم اهالی سالکویه باغداری است. چای کاری در دامنه رشته های کوه های لیلاکوه لنگرود انجام می شود. لیلاکوه فاصله نسبتا کمی تا روستای سالکویه دارد. پرتقال و کیوی نیز از دیگر محصولات باغداری در این روستا است، اما به نسبت چای کاری رونق ندارد.

## اماکن زیارتی
بقعه متبرکه امامزاده ابراهیم در روستای سالکویه واقع شده است. امامزاده ابراهیم از اماکن زیارتی این روستا به حساب می آید.